# 슬라이도
슬라이도(Slido)는 슬로바키아의 기업이다. 2012년에 설립되었으며 본사는 브라티슬라바에 위치해 있다. 런던, 뉴욕, 샌프란시스코, 시드니 등에도 사무실을 두고 있으며, 총 직원 수는 130명 이상이다. 이 회사의 제품은 다양한 회의나 컨퍼런스에서 청중을 대상으로 하는 상호적 웹 플랫폼이다.
유사한 웹 플랫폼으로는 멘티미터(mentimeter)가 있으며 한국어로 보다 쉽게 사용가능한 리액터 (Reactor) 가 무료로 서비스 되고 있다.